# غوستا أولسون
غوستا أولسون (بالسويدية: Gösta Olsson)‏ هو تاجر أعمال فنية وعسكري سويدي، ولد في 10 مايو 1883 في Linköping Cathedral Congregation ‏ في السويد، وتوفي في 23 يناير 1966 في Oscar Parish ‏ في السويد.

## وصلات خارجية
- غوستا أولسون على موقع اللجنة الأولمبية الدولية (الإنجليزية)
- غوستا أولسون على موقع أوليمبيديا (الإنجليزية)
- غوستا أولسون على موقع اللجنة الأولمبية السويدية (السويدية)